# Linie 3 (Metro Sankt Petersburg)
| Verlauf im Stadtplan |                          |                                   |                                   |
| Streckenlänge: | 22,6 km                  |                                   |                                   |
| Spurweite: | 1524 mm (Russische Spur) |                                   |                                   |
| |                          |                                   |                                   |
| Eröffnung: | 3. November 1967         |                                   |                                   |
| Anzahl Stationen: | 10                       |                                   |                                   |
| Fahrtdauer gesamt: | 32 Minuten               |                                   |                                   |
| \| \| \| Begowaja \| \| \| \| Zenith \| \| \| \| Primorskaja \| \| \| \| Wassileostrowskaja \| \| \| \| Newa \| \| \| \| Admiralteiskaja \| \| \| \| Gostiny Dwor \| \| \| \| Majakowskaja \| \| \| \| Ploschtschad Alexandra Newskowo-1 \| \| \| \| Jelisarowskaja \| \| \| \| Lomonossowskaja \| \| \| \| Proletarskaja \| \| \| \| Obuchowo \| \| \| \| Rybazkoje \| \| \| \| Depot 5 Newskoje \| |                          |                                   |                                   |
| U-Bahn-Haltepunkt / Haltestelle Streckenanfang (im Tunnel) |                          | Begowaja                          | Begowaja                          |
| U-Bahn-Haltepunkt / Haltestelle (im Tunnel) |                          | Zenith                            | Zenith                            |
| U-Bahn-Haltepunkt / Haltestelle (im Tunnel) |                          | Primorskaja                       | Primorskaja                       |
| U-Bahn-Haltepunkt / Haltestelle (im Tunnel) |                          | Wassileostrowskaja                | Wassileostrowskaja                |
| |                          | Newa                              |                                   |
| ehemaliger U-Bahn-Bahnhof (im Tunnel) |                          | Admiralteiskaja                   | Admiralteiskaja                   |
| U-Bahn-Bahnhof (im Tunnel) |                          | Gostiny Dwor                      | Gostiny Dwor                      |
| U-Bahn-Bahnhof (im Tunnel) |                          | Majakowskaja                      | Majakowskaja                      |
| U-Bahn-Bahnhof (im Tunnel) |                          | Ploschtschad Alexandra Newskowo-1 | Ploschtschad Alexandra Newskowo-1 |
| U-Bahn-Haltepunkt / Haltestelle (im Tunnel) |                          | Jelisarowskaja                    | Jelisarowskaja                    |
| U-Bahn-Haltepunkt / Haltestelle (im Tunnel) |                          | Lomonossowskaja                   | Lomonossowskaja                   |
| U-Bahn-Haltepunkt / Haltestelle (im Tunnel) |                          | Proletarskaja                     | Proletarskaja                     |
| U-Bahn-Bahnhof (im Tunnel) |                          | Obuchowo                          | Obuchowo                          |
| U-Bahn-Haltepunkt / Haltestelle (im Tunnel) |                          | Rybazkoje                         | Rybazkoje                         |
| U-Bahn-Betriebsstelle Streckenende (im Tunnel) |                          | Depot 5 Newskoje                  | Depot 5 Newskoje                  |

Die Linie 3 der Metro Sankt Petersburg, auch Newsko-Wassileostrowskaja-Linie genannt (russisch Невско-Василеостровская линия) wurde am 3. November 1967 eröffnet und verbindet die historische Innenstadt Sankt Petersburgs, wo sie dem kompletten Verlauf des Newski-Prospektes folgt, mit den Wohngebieten der Wassiljewski-Insel im Westen beziehungsweise mit südlichen Stadtteilen entlang des linken Newa-Ufers im Südosten.
Die Linie ist auf allen Karten der Sankt Petersburger U-Bahn grün eingezeichnet und wird heute üblicherweise einfach als Linie 3 und nur noch selten mit dem Namen Newsko-Wassileostrowskaja-Linie (welcher ihrem Verlauf vom Newski-Prospekt hin zur Wassiljewski-Insel entlehnt ist) bezeichnet.

## Geschichte
Der erste Abschnitt der Linie, der am 3. November 1967 in Betrieb ging, verband den Alexander-Newski-Platz (Ploschtschad Alexandra Newskowo) am östlichen Ende des Newski-Prospektes über den selbigen mit der Wassiljewski-Insel, wo zunächst nur die Station Wassileostrowskaja errichtet wurde. Insgesamt wurden vier Stationen errichtet, wobei die beiden Zwischenstationen des Abschnitts zugleich als Umsteigebahnhöfe zu den beiden bereits bestehenden Metrolinien errichtet wurden.
Am 25. Dezember 1970 wurde die Linie in Richtung Südosten bis Lomonossowskaja verlängert. Sowohl der erste als auch der zweite Bauabschnitt der Linie enthielt ausschließlich sogenannte Stationen geschlossenen Typs mit einem von den Gleisen durch automatische Bahnsteigtüren getrennten Inselbahnsteig.
Am 29. September 1979 wurde auf der Wassiljewski-Insel die Station Primorskaja eröffnet, die erste Station der Linie ohne Bahnsteigtüren. 
Später gab es noch zwei Verlängerungen der Linie 3 in südöstliche Richtung: Am 10. Juli 1981 von Lomonossowskaja bis Obuchowo und am 28. Dezember 1984 eine Station weiter bis Rybazkoje. Sowohl in Obuchowo als auch in Rybazkoje entstanden Umsteigemöglichkeiten zu den Zügen des Vorortverkehrs.

## Planungen
Mittel- bis langfristig ist eine Erweiterung der Linie am südöstlichen Ende bis in den Vorort Metallostroi und eventuell später weiter bis Kolpino geplant. Eine Verlängerung im Westen schien lange Zeit aufgrund der Endung der Linie wenige Hundert Meter vor der Newabucht ausgeschlossen, inzwischen existieren jedoch Pläne, die sich im Bau befindliche künstliche Ausschüttung in der Bucht, wo Wohn- und Büroviertel entstehen sollen, mit einer Station anzubinden. Möglicherweise wird die Linie dann noch, nach Norden abknickend, bis zur Kreuzinsel weitergeführt.
Ein Neubauvorhaben an der Linie 3 ist eine Anbindung an die Station Admiralteiskaja am westlichen Ende des Newski-Prospektes, wodurch die bislang fehlende Umsteigemöglichkeit zur Linie 5 entstehen würde. Mit dem Bau des Umsteigeknotens ist in den nächsten Jahren allerdings nicht zu rechnen, da für den nachträglichen Bau der Admiralteiskaja an der Linie 3 eine mehrmonatige Trennung der Linie notwendig wäre. Auch würde die Station an der Linie 3 aus Denkmalschutzgründen keinen eigenen Zugang bekommen, sondern über das mit der Linie 5 gemeinsame Vestibül erreichbar sein.

## Fahrzeuge
Die Linie wird von Sechs-Waggon-Garnituren sowohl des älteren Typs Ем als auch der Baureihe 81-717/714 bedient. Das zuständige Depot ist Newskoje hinter dem U-Bahnhof Rybazkoje. Dieses Depot stellt auch die Fahrzeuge für die Linie 4.